# محمدی (سراوان)
محمدی شهری در بخش مرکزی شهرستان سراوان استان سیستان و بلوچستان ایران است.

## جمعیت
بر پایه سرشماری عمومی نفوس و مسکن در سال ۱۳۹۵ جمعیت این شهر ۵٬۶۰۶ نفر (در ۱٬۱۱۷ خانوار) بوده است.